# Młodociany
Młodociany – pojęcie o dwojakim znaczeniu:
- w prawie karnym jest to osoba, która w chwili popełnienia czynu zabronionego nie osiągnęła 21. roku życia i w chwili orzekania przed sądem pierwszej instancji nie osiągnęła 24. roku życia (art. 115 § 10 Kodeksu karnego).
- w prawie pracy jest to osoba, która ukończyła 15[a], a nie ukończyła 18 lat (art. 190–206 Kodeksu pracy).

Z powodu niepełnego jeszcze ukształtowania psychiki młodocianych sprawców przestępstw oraz dużej podatności na wpływy otoczenia przepis art. 54 § 1 Kodeksu karnego wprowadza dyrektywę ogólną, że wymierzając karę młodocianemu, sąd kieruje się przede wszystkim tym, aby sprawcę wychować. Z tych samych powodów, jeżeli przemawiają za tym względy wychowawcze, sąd może zastosować w stosunku do młodocianego nadzwyczajne złagodzenie kary (art. 60 § 1 KK). 
Powyższe względy stoją również u podstaw szerszego stosowania wobec młodocianych środków probacyjnych, poprzez ustalenie dłuższego okresu próby przy warunkowym zawieszeniu wykonania kary pozbawienia wolności na okres nie krótszy niż 3 lata (wobec pozostałych sprawców – nie krótszy niż 2 lata, w obu przypadkach maksymalny okres to 5 lat – art. 70 KK). Ponadto w przypadku warunkowego zawieszenia wykonania kary pozbawienia wolności wobec młodocianego sprawcy przestępstwa umyślnego obowiązkowy jest dozór kuratora (art. 73 § 2 KK).
W Kodeksie karnym wykonawczym występuje definicja zakładu karnego dla młodocianych, w świetle której karę odbywają w nim skazani, którzy nie ukończyli 21. roku życia; w uzasadnionych wypadkach skazany może odbywać karę w tym zakładzie po ukończeniu 21. roku życia (art. 84 KKW).